# Stephen Groombridge
Stephen Groombridge (Goudhurst, 7 gennaio 1755 – Blackheath, 30 marzo 1832) è stato un astronomo britannico.

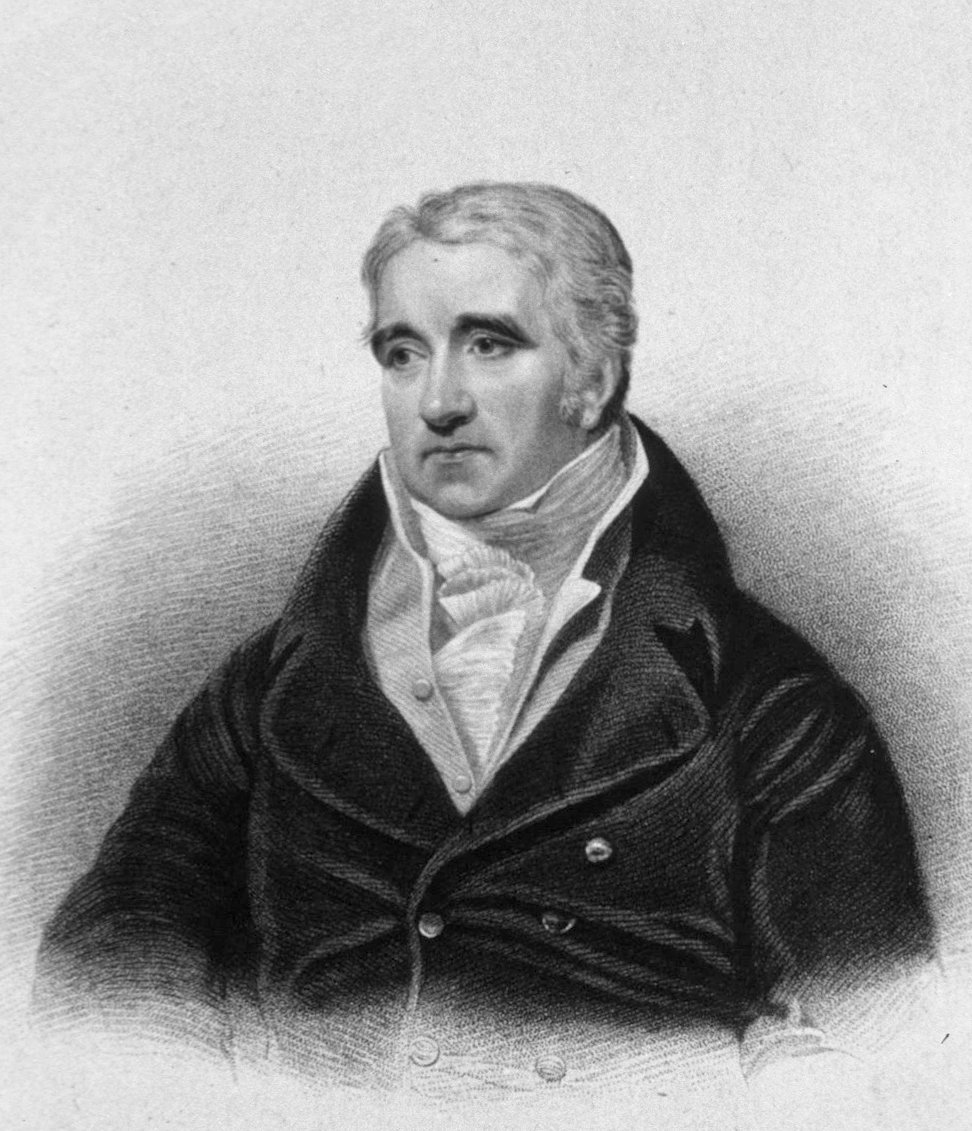
Stephen Groombridge

Nel 1806, con uno cerchio meridiano denominato Groombridge Transit Circle, iniziò a compilare un catalogo di stelle fino alla ottava e nona magnitudine. Lavorò per dieci anni a fare osservazioni e per altri dieci anni ad elaborare i dati raccolti. Nel 1827 fu colpito da un "grave attacco di paralisi" da cui non si riprese mai completamente. Altri continuarono il suo lavoro, effettuando le necessarie rettifiche per errori dovuti, tra gli altri, ad aberrazione e nutazione. Il suo catalogo delle stelle circumpolari (catalogo delle stelle circumpolari) fu pubblicato nel 1838 dopo la sua morte, da parte di George Biddell e altri colleghi astronomi. Una precedente edizione fu pubblicata nel 1833, ma fu ritirata perché conteneva numerosi errori. Pochi anni dopo, nel 1842, Friedrich Wilhelm Argelander scoprì che una delle stelle del suo catalogo, Groombridge 1830, aveva un grande moto proprio. Per diversi decenni, Groombridge 1830 fu la stella conosciuta con il più alto moto proprio, e ancor oggi occupa  il terzo posto, dietro alla  Stella di Barnard e alla Stella di Kapteyn.